# Centaurea marmorea
Centaurea marmorea là một loài thực vật có hoa trong họ Cúc. Loài này được Bornm. & Soska mô tả khoa học đầu tiên năm 1937.